# Estádio José Nazareno do Nascimento
O Estádio José Nazareno do Nascimento, mais conhecido como Nazarenão, é o principal estádio de futebol da cidade de Goianinha, cidade do estado do Rio Grande do Norte. Recebe partidas do time da cidade pelo Campeonato Potiguar e Campeonato Brasileiro de Futebol

### Estádio Alternativo
Com a escolha da Cidade de Natal pra sediar a Copa do mundo de 2014 e a demolição do estádio Machadão, o Estádio José Nazareno do Nascimento recebeu as partidas do América de Natal na Série C 2011, onde o América conseguiu o acesso à Série B e recebeu também os jogos do América de Natal na Série B 2012.

### Capacidade
O estádio atualmente tem capacidade de receber 7.000 pessoas. Em 2012 o estádio possuía capacidade para 5.200 pessoas.